# Previsão do tempo

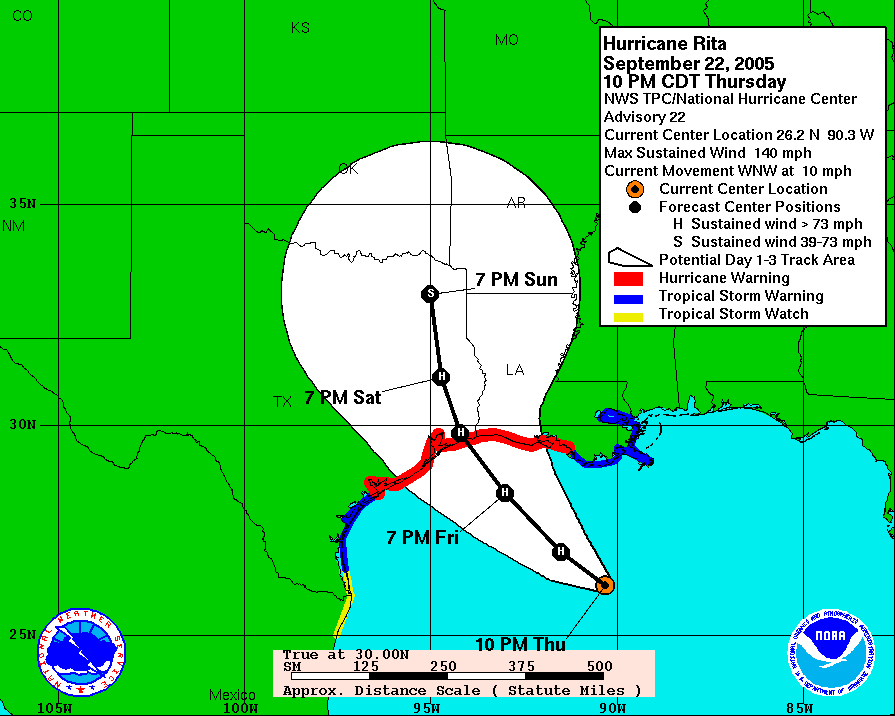
Trajetória prevista do furacão Rita nos Estados Unidos

A previsão do tempo é a aplicação da ciência e tecnologia para fazer uma descrição detalhada de ocorrências futuras esperadas na atmosfera num certo local. 
A previsão do tempo inclui o uso de modelos objetivos baseados em certos parâmetros atmosféricos, e a habilidade e experiência de um meteorologista.
Também chamada de prognóstico envolve a busca baseado nas condições meteorológicas momentâneas que busca antecipar com convicção, e talvez com alguma certeza, as condições meteorológicas futuras. Esse estudo é baseado em dados de diferentes áreas, como a visualização do céu e análise da formação de nuvens, a temperatura observada, a pressão atmosférica, até ao uso de imagens de radar Doppler, balões atmosféricos, bóias marítimas, estações meteorológicas etc. Estes dados são utilizados para fazer modelos numéricos rodar em supercomputadores, que comparam ao estado inicial e analisam as várias possibilidades da evolução do tempo, gerando previsões baseadas em probabilidades. Essas previsões são então analisadas pelos meteorologistas que a concluem após as devidas correções.
No Brasil os principais institutos de previsão do tempo são o Centro de Previsão de Tempo e Estudos Climáticos e o Instituto Nacional de Meteorologia (INMET). Há ainda instituições estaduais de previsão, especializadas no estado de atuação como o SIMEPAR, do Paraná.
Em Portugal a responsabilidade da previsão pertence ao Instituto Português do Mar e da Atmosfera.